# Aleuromarginatus corbettiaformis
Aleuromarginatus corbettiaformis là một loài côn trùng cánh nửa trong họ Aleyrodidae, phân họ Aleyrodinae.
Aleuromarginatus corbettiaformis được Martin miêu tả khoa học đầu tiên năm 1985.